# 기후도

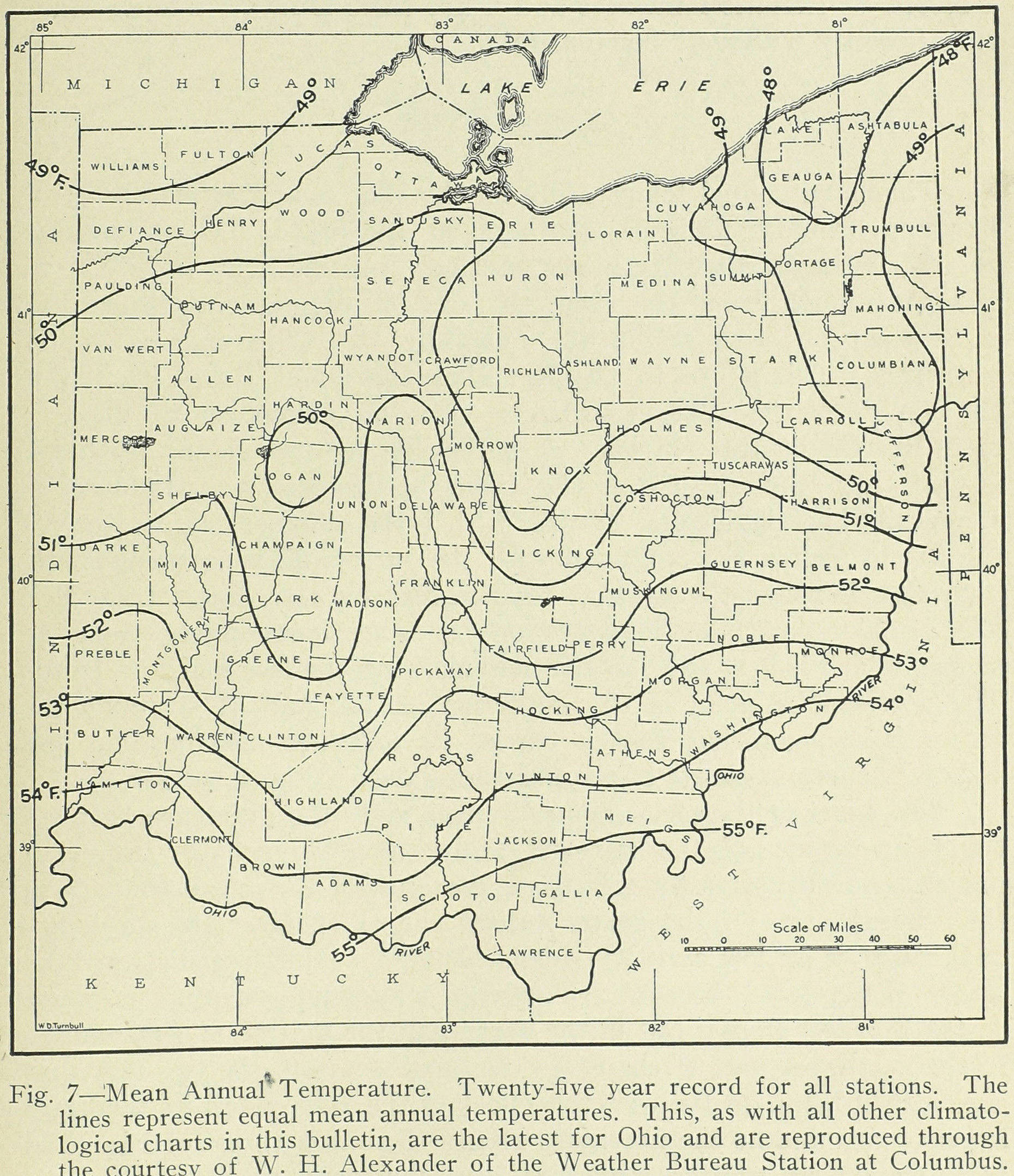
오하이오주의 기후도

기후도(氣候圖)는 기후가 지역에 따라서 어떤 식으로 분포되어 있는지를 나타내는 지도이다. 각 기후 요소별로 등치선을 이용하여 나타낸다. 등온선, 등우량선, 등압선, 등습도선, 등운량선이 기후도에 속한다.
바람을 표시할 경우, 풍향과 풍속을 함께 표시하여 화살표 방향으로는 풍향을, 그 길이 또는 화살표에 붙인 날개의 수 등으로는 풍속을 나타낸다. 갠 일수, 비 온 일수, 눈 온 일수, 첫눈·첫서리 일자, 끝눈·끝서리 일자 등을 함께 나타내는 기후도도 존재한다. 
세계의 주요 국가 중에서는 국내의 기후도를 모은 기후도장을 간행하는 곳도 있다.